# Marc Porel
Pour les articles homonymes, voir Porel.
Marc Michel Marrier de Lagatinerie, dit Marc Porel, est un acteur français, né le 3 janvier 1949 à Lausanne (Suisse) et mort le 15 août 1983 à Casablanca (Maroc).
À la suite de plusieurs succès, une carrière prometteuse s'ouvre à lui, mais il sombre dans la drogue et meurt prématurément d'une overdose d'héroïne.

## Biographie

### Origines familiales
Marc Porel naît en 1949 à Lausanne sous le nom d’état civil « Marc Michel Marrier de Lagatinerie », fils de Landry Marrier de Lagatinerie dit Gérard Landry, comédien, (1912-1999), et de la comédienne Jacqueline Porel (1918-2012). Par sa mère, il est l'arrière-petit-fils de Réjane, célèbre comédienne de la fin du XIXe et du début du XXe siècle.
Marc Porel a deux demi-frères et une demi-sœur aînés, nés alors que sa mère était mariée à l'acteur François Périer :
- le photographe Jean-Marie Périer, reconnu par François Périer et fils biologique du chanteur Henri Salvador ;
- l'assistant metteur en scène Jean-Pierre Périer[b] (1943-1966) ;
- la journaliste Anne-Marie Périer, troisième épouse de Michel Sardou.

### Carrière
Remarqué par Jean-Claude Brialy, Marc Porel fait, à 18 ans, ses débuts d'acteur dans le film de Costa-Gavras : Un homme de trop. On le voit ensuite aux côtés de Jean Gabin (dans Le Clan des Siciliens et La Horse) et d'Alain Delon (Le Clan des Siciliens, Big Guns : Les Grands Fusils).
Au tout début des années 1970, il tient le premier rôle dans deux films français, Les Aveux les plus doux d'Édouard Molinaro et Un peu de soleil dans l'eau froide de Jacques Deray. Ces deux films reçoivent un accueil mitigé de la critique et du public. Marc Porel parlant très bien l'Italien, langue apprise au collège, et qu'il maîtrisera parfaitement par la suite, son beau-père François Périer le présente à des amis producteurs et réalisateurs Italiens.
Il accepte alors des propositions de films en Italie, notamment celles de Luchino Visconti pour qui il tourne dans Ludwig : Le Crépuscule des dieux (rôle de Richard Hornig, écuyer, amant et homme de confiance du roi Louis II de Bavière), puis dans L'Innocent (rôle de l'écrivain Filippo d'Arborio), l'ultime long métrage du maître italien.
Durant cette période, l'acteur est aussi à l'affiche d'œuvres de moindre intérêt, desquelles n'émergent que La Longue Nuit de l'exorcisme (Non si sevizia un paperino) de Lucio Fulci (un des maîtres du giallo, sorte de polar italien, genre alors à son apogée dans la Péninsule), Un parfum d'amour (Virilità) de Paolo Cavara, qui connut un grand succès commercial, et Caresses bourgeoises d'Eriprando Visconti (neveu de Luchino Visconti). Dans ce drame intimiste avec Claude Jade, où il tient le rôle principal masculin, Marc Porel livre peut-être sa meilleure interprétation.
Alors qu'une brillante carrière de « jeune premier » lui semblait initialement promise, l'acteur ne tourne bientôt quasiment plus que des films italiens de série B. Peut-être faut-il en chercher la raison dans le fait que, durablement ébranlé par la mort prématurée, en 1966, de son demi-frère Jean-Pierre, il se soit laissé aller à l'addiction aux drogues, avec des répercussions sur sa santé mentale, sa vie professionnelle et finalement son existence même.

### Vie privée
Marc Porel a été marié deux fois :
- une première fois avec la mannequin et actrice Bénédicte Lacoste, avec qui il a eu une fille Bérangère de Lagatinerie (1968-1991), actrice à l'âge de 10 ans du film Trocadéro bleu citron, et morte accidentellement à 22 ans ;
- une seconde fois en 1977 avec l'actrice italienne Barbara Magnolfi[d]

### Mort

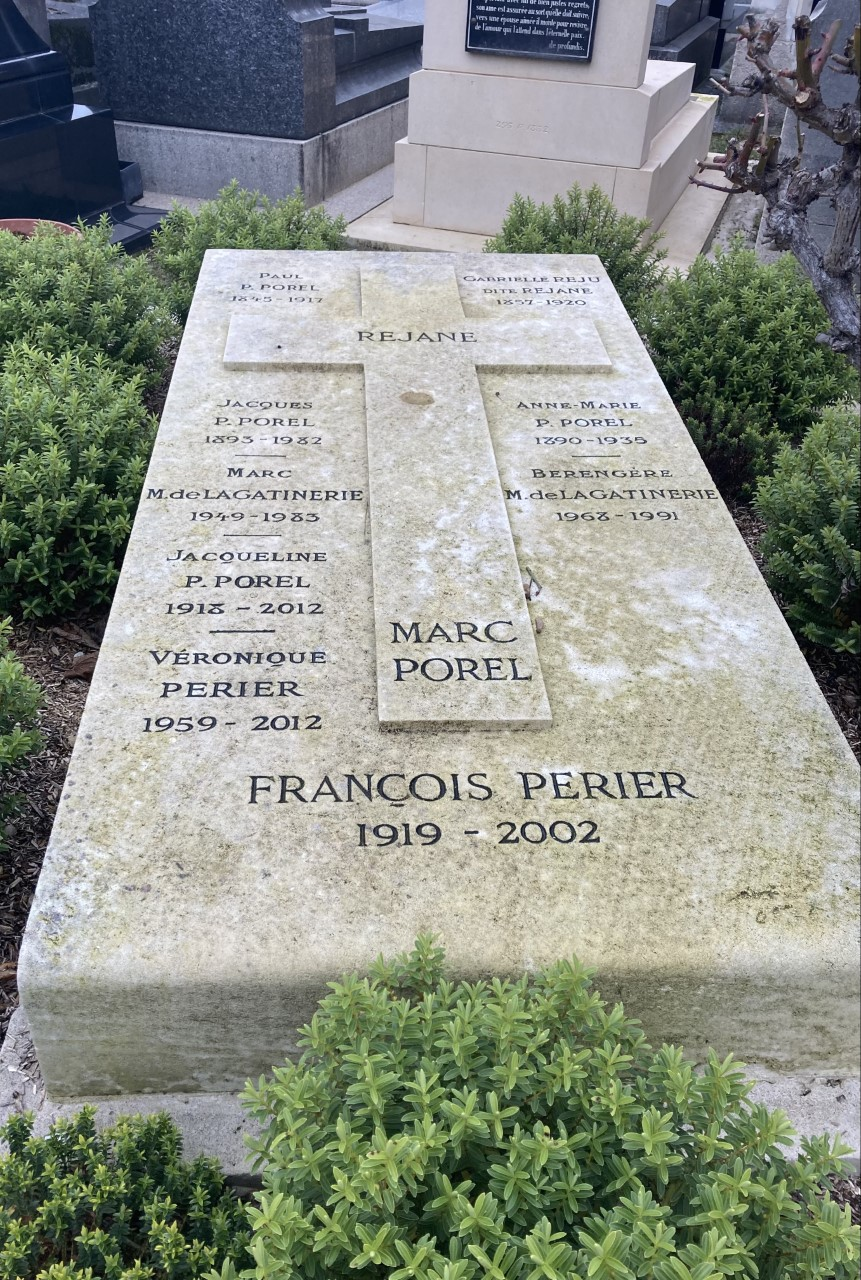
Sépulture au cimetière de Passy.

Marc Porel meurt en 1983 d'une [méningite] au Maroc, à l’âge de 34 ans. Il avait tourné quatorze ans auparavant le rôle d'un trafiquant d'héroïne dans La Horse, « horse » signifiant héroïne en argot.
L'acteur repose au cimetière de Passy, dans le caveau de son aïeule Réjane, aux côtés de sa mère Jacqueline Porel et de son beau-père François Périer.
Sa fille, Bérangère a reposé dans ce caveau jusqu'en 2006, année où ses restes ont été transférés dans le caveau des Lacoste, famille de sa mère, au cimetière ancien de Vincennes ; le nom de sa fille est ainsi gravé sur chacune des deux pierres tombales.

## Filmographie

### Cinéma
- 1967 : Un homme de trop de Costa-Gavras : Octave
- 1968 : Des garçons et des filles d'Étienne Périer : Pierre
- 1969 : Une fille nommée Amour (Una ragazza chiamata Amore) de Sergio Gobbi :
- 1969 : La Promesse de Paul Feyder et Robert Freeman : Olivier / le fils de Philippe
- 1969 : Le Clan des Siciliens d'Henri Verneuil : Sergio Manalese
- 1970 : Tumuc Humac de Jean-Marie Périer : Marc
- 1970 : La Horse de Pierre Granier-Deferre : Henri
- 1970 : Le Dernier Saut d'Édouard Luntz : le danseur arrêté
- 1970 : La Route de Salina (Road to Salina) de Georges Lautner : Rocky
- 1971 : Les Aveux les plus doux d'Édouard Molinaro : Jean Dubreuil
- 1971 : Un peu de soleil dans l'eau froide de Jacques Deray : Gilles Lantier
- 1972 : La Longue Nuit de l'exorcisme (Non si sevizia un paperino) de Lucio Fulci : Don Alberto Avallone
- 1972 : Ludwig : Le Crépuscule des dieux (Ludwig) de Luchino Visconti : Richard Hornig
- 1973 : Un officier de police sans importance de Jean Larriaga : Camille Fresse
- 1973 : Big Guns : Les Grands Fusils (Tony Arzenta) de Duccio Tessari : Domenico Maggio
- 1974 : Un parfum d'amour (Virilità) de Paolo Cavara : Roberto
- 1974 : Nipoti miei diletti de Franco Rossetti : Marco
- 1974 : Die Ameisen kommen de Jochen Richter : Alain
- 1975 : La Grande Bagarre (Il soldato di ventura) de Pasquale Festa Campanile : Duc de Namur
- 1975 : Quand la ville s'éveille de Pierre Grasset : Alex Fitzi
- 1975 : Ursula l'anti-gang (Colpo in canna) de Fernando Di Leo : Manuel
- 1976 : Deux Flics à abattre (Uomini si nasce poliziotti si muore) de Ruggero Deodato : Alfredo - Fred
- 1976 : L'Innocent (L'innocente) de Luchino Visconti : Filippo D'Arborio
- 1977 : Difficile morire d'Umberto Silva
- 1977 : L'Emmurée vivante (Sette note in nero), de Lucio Fulci : Luca Fattori
- 1978 : La Sœur d'Ursula (La sorella di Ursula) d'Enzo Milioni (it) : Gianni, le policier sous couverture alias Filippo Andrei
- 1978 : Coup de gueule (film) (Milano... difendersi o morire) de Gianni Martucci : Pino Scalise
- 1978 : Caresses bourgeoises (Una spirale di nebbia) d'Eriprando Visconti : Fabrizio Sangermano
- 1979 : Porci con la P.38 de Gianfranco Pagani (de) : Morris
- 1979 : L'albero della maldicenza (it) de Giacinto Bonacquisti (it) : Mario
- 1980 : La pagella de Ninì Grassia : Commissaire Vincenzo Saliani
- 1980 : Je vais craquer de François Leterrier : Christian
- 1981 : La Désobéissance (La disubbidienza) d'Aldo Lado : Alfio
- 1981 : Le Marquis s'amuse (Il marchese del Grillo) de Mario Monicelli : capitaine Blanchard
- 1983 : Delitto carnale (it) de Cesare Canevari : Max

### Télévision
- 1968 : L'Eventail de Séville (série télévisée) : Jesus
- 1969 : S.O.S. fréquence 17 (série télévisée), épisode 3 L'Escalade de Jean Dréville : Bernard Ogier[5]
- 1975 : Il Marsigliese de Giacomo Battiato (série télévisée) : le Marseillais Pierre Toriel
- 1979 : Histoires insolites (série télévisée), saison 2, épisode 4 Une dernière fois Catherine de Pierre Grimblat : Denis Braque
- 1979 : I giochi del diavolo (it) (série télévisée), épisode La venere d'Ille de Lamberto et Mario Bava : Matthieu
- 1982 : Progetti di alegria (mini-série télévisée) de Vittorio de Sisti
- 1982 : La Chartreuse de Parme (La Certosa di Parma) (mini-série télévisée) de Mauro Bolognini : Lieutenant Robert